# Sedum quevae
Sedum quevae es una especie de planta de la familia de las crasuláceas, nativa de México.

## Descripción, distribución y hábitat
Sedum quevae es un subarbusto suculento, papiloso, caducifolio después de la floración, rastrero en la base y con ramas floríferas erectas, de hasta 50 cm de alto. Los tallos ramificados son de color verde pálido a marrón-rojizo, con corteza exfoliante. Las hojas son verdes, pequeñas, de 5 a 38 mm de largo y 3 a 9 mm de ancho, oblanceoladas. La inflorescencia es una cima densa de flores blancas, pentámeras, sésiles o sobre pedicelos cortos. El fruto es un folículo marrón que contiene semillas ovoides a elípticas lisas, de menos de 1 mm de diámetro.
Sedum quevae es una especie mexicana, endémica del Eje Neovolcánico y de la Sierra Madre del Sur. Se distribuye por los estados mexicanos de Guerrero, Morelos, México, Ciudad de México, Tlaxcala, Puebla y Oaxaca. Es una planta localmente abundante en laderas rocosas y sombreadas de humedad alta, en zonas de clima templado subhúmedo.

## Taxonomía
Sedum quevae fue descrita en 1914 por Raymond-Hamet en Botanische Jahrbücher für Systematik, Pflanzengeschichte und Pflanzengeographie 50 (Heft 5, Beiblatt Nr. 114): 25-26.

### Etimología
Sedum: nombre genérico del latín que, en épocas romanas, designaba ciertas especies de la familia Crassulaceae (Sempervivum tectorum, Sedum album y Sedum acre), y usado, entre otros, por Plinio el Viejo en su Historia Naturalis (18, 159).
quevae: epíteto dado en honor al profesor Charles Queva, decano de la Facultad de Ciencias de la Universidad de Borgoña, en cuyo laboratorio Raymond-Hamet estudió la especie.

### Sinonimia
- Sedum falconis Brandegee[8]